# 李海欣
李海欣（1962年8月—1984年7月12日 †），男，汉族，河南省临颍县人，中共党员，高中文化。前中国人民解放军陆军第40师119团8连3排代理排长，在驻守142高地时阵亡。

## 生平
李海欣于1981年1月入伍，本是昆明军区14军40师119团7连的一位班长，老山战役前，作为战斗骨干，从七连调到了八连，任三排代理排长。
1984年5月17日，李海欣奉命率领十四名战士守卫142号高地，该高地位于松毛岭地区黄罗方向最前沿，是解放军146高地的警戒阵地，也是控制那拉地区的一个要点，三面临越军，天天都会遭到越军炮击炮击。他们白天轮流蹲猫耳洞，夜晚防越军偷袭。每天只能两餐饭，饮水要到一公里处的河沟去背。在这样艰苦的条件下，李海欣紧密团结战士，守卫阵地。晚上他一个个地检查哨位；白天，常替战士值班警戒。

### 142高地保卫战
1984年7月12日，越军倚仗局部兵力优势，将分别据守在松毛岭高地上的解放军分割包围，在战斗最惨烈的142高地（“李海欣高地”），越军2个加强连的兵力包围了119团8连3排代理排长李海欣率领的15名士兵。李海欣临危不惧，连续按响2枚定向地雷，炸倒了一大片越军，但在即将按响第3枚定向地雷时，因身负重伤无力躲闪，越南人民军士兵投来的一块TNT炸药爆炸，光荣牺牲。
他牺牲后9班长杨国跃接替指挥，继续和数十倍于己的越军浴血奋战，最后15人中5人牺牲，5人重伤，4人轻伤，仅有1人可继续作战，但越军始终未能占领142高地，且从上午4点50分坚持到下午2点，9班连续击毙了104名越军，包括击毙了越军1名少校营长，击伤1名大尉副营长和1名上尉连长，最终在兄弟部队的配合下守住了142高地。战后，李海欣和杨国跃被中央军委追授“战斗英雄”荣誉称号，119团8连也获得昆明军区授予的“老山十五勇士连”的荣誉称号。此高地战后被命名为“李海欣高地”。

## 脚注
1. ↑  解放军当时没有军衔，只有干部职务等级与战士